# بدون سرنخ
بدون سرنخ (انگلیسی: Without a Clue) یک فیلم بریتانیایی در سبک کمدی است که در سال ۱۹۸۸ منتشر شد.

## بازیگران
- مایکل کین
- بن کینگزلی
- جفری جونز
- پل فریمن
- نایجل داونپورت
- لایست آنتونی
- جان وارنر
- پیتر کوک
- کارولین میلمو
- پت کین
- جان وارنر